# Ella Wheeler Wilcox
Ella Wheeler Wilcox (Johnstown, Wisconsin, 5 de novembro de 1850 - 30 de outubro de 1919), foi uma escritora e poeta estadunidense. Sua obra mais conhecida foi Poemas de Paixão. Seu trabalho mais duradouro foi "Solitude", que contém as linhas: "Ria e o mundo rirá com você, chore e você chorará sozinho". Sua autobiografia, The Worlds and I, foi publicado em 1918, um ano antes de sua morte.